# Daniel Farías
Daniel Alejandro Farías Acosta (Caracas, Venezuela; 28 de septiembre de 1981) es un exfutbolista y entrenador venezolano, que actualmente dirige al Carabobo Fútbol Club de la Primera División de Venezuela. 
En el 2018 dirigió a la Selección de Bolivia frente a Corea del Sur en un partido amistoso internacional de preparación para la Copa del Mundo Rusia 2018.
Es hermano del también exfutbolista y entrenador César Farias.

## Trayectoria

### Carrera como jugador
Se desempeñó en la posición de guardameta en el Fútbol Profesional Venezolano jugando con Nueva Cádiz en la Temporada 1998-1999 y luego con Zulianos FC en las Temporada 1999-2000 y 2000-2001.

### Preparador de arqueros
En el año 2007, cuando ocurre el ascenso del Deportivo Anzoátegui a la Primera División de Venezuela debido a gracias de la expansión de 10 a 18 equipos propuesto por la Federación Venezolana de Fútbol, su hermano César Farías sería escogido director técnico y él fue designado para aquel entonces Preparador de Arqueros, en lo cual tuvo una gran experiencia con el Deportivo Anzoátegui ya que participó de buena forma el Torneo Apertura 2007 de la Primera División de Venezuela él tuvo una fuerte influencia en Leonardo Morales para que lograra vestir los colores de la Selección de fútbol de Venezuela e hizo con lo mismo al arquero suplente Ángel Hernández.

### Asistente técnico
A finales del 2007, tras la renuncia de su hermano César Farías ya que los escogieron para dirigir a La Vinotinto. La junta directiva del Deportivo Anzoátegui lo designa Asistente Técnico del Deportivo Anzoátegui junto al designado director técnico Marcos Mathias.
Junto a Marcos Mathias hicieron grandes logros y avances en el Deportivo Anzoátegui ya que juntos lograron conseguir la clasificación a la Copa Libertadores 2009 y de ganar la Copa Mitre un torneo amistoso oficial y la Copa Venezuela de Fútbol 2008 dándole el cupo a la Copa Sudamericana 2009 a él le emocionó mucho su trabajo de Asistente Técnico bajo las órdenes de Marcos Mathias, pero el día 30 de diciembre de 2008 se anuncia una inesperada renuncia del director técnico y amigo Marcos Mathias y el 2 de enero de 2009 José Hernández lo destituiría de Asistente Técnico y en lugar de a él puso a su padre Nerio Hernández.
Luego de su salida Deportivo Táchira, ha sido asistente de su hermano César en su paso por el Cerro Porteño de la Primera División de Paraguay y en el Club The Strongest de la Primera División de Bolivia.

## Entrenador
El 12 de marzo de 2009, a las horas de la noche Daniel Farías fue designado director técnico para sustituir a José Hernández designado por el presidente del club Emilio Suárez después de 2 meses fuera del cuerpo técnico del Deportivo Anzoátegui. las declaraciones de Suárez fueron los siguientes.

"Luego de un largo estudio hemos decidido que Daniel Farías es el más indicado para asumir las riendas del equipo en este momento. Él Daniel ha estado con nosotros desde nuestro primer día en la primera división, tiene mucho contacto con los jugadores por lo cual le brindamos nuestra confianza y esperamos superar esos objetivos alcanzados"

Fue presentado como director técnico el 13 de marzo, sin dudas es el director técnico más joven del club oriental con tan solo 27 años tuvo la difícil misión de mejorar al Deportivo Anzoátegui de sacarlos de los últimos puestos del Torneo Clausura 2009 y de representar bien la Copa Sudamericana 2009, y de seguir el ejemplo que su hermano César Farías dio al club oriental.
Debutó como director técnico el domingo 15 de marzo de 2009 en un encuentro que dio inicio a la 6:30 p. m. en el Estadio José Antonio Anzoátegui de Puerto La Cruz con una victoria de 1 - 0 ante el Zulia FC que fue una gran victoria para el debut de Daniel, el Deportivo Anzoátegui tenía un mes sin ganar.
El gol de la victoria fue obra del uruguayo Nicolás Massia a los 17 minutos del primer tiempo.
El Deportivo Anzoátegui alineó con la siguiente formación: Leonardo Morales; Pedro Boada; Grenddy Perozo; José Manuel Velásquez; José Jesús Yégüez; Giacomo Di Giorgi; Nicolás Massia (José David Moreno); Luis Lobos; Carlos Fernández (Marcos Gutiérrez 70’); Emerson Paniguitti (Jesús Márquez 75’) y Alexander Rondón.
El Árbitro del Partido fue Rafael Guarín, perteneciente al Colegio de Árbitros del Estado Cojedes en aquella época.
Después el 22 de marzo empataron como local 0 a 0 contra del AC Minervén Bolívar FC.
El 26 de marzo tuvo que viajar a enfrentar al Aragua Fútbol Club en el Estadio Olímpico Hermanos Ghersi Páez, empatando 1 a 1, resultado no positivo para el club pues venía de otro empate.
El 29 de marzo, tuvo que enfrentarse con el Deportivo Lara en el Estadio Farid Richa de Barquisimeto, obteniendo así su primera derrota en el club oriental de 2 a 1, para nada positivo, en lo cual hace más bajo el rendimiento del Deportivo Anzoátegui y alejándose más de la posibilidad de participar en la Copa Libertadores 2010. Después se enfrentó al Deportivo Italia y sacó un importante empate 1 a 1 en el Estadio Olímpico de la UCV.
El 14 de abril enfrentó al Unión Atlético Maracaibo en el Estadio José Antonio Anzoátegui y le ganó con par de goles del delantero argentino Emerson Panigutti.
El 19 de abril se enfrentó a su gran rival Monagas Sport Club denominado "Super Clásico Oriental" en el Estadio Monumental de Maturín en lo cual perdió por primera vez de visitante ante el Monagas Sport Club 2 a 0 con goles de Héctor Vasco y Armando Maita, y así de esta forma el Deportivo Anzoátegui se despide totalmente de la Copa Libertadores 2010 y le tocaría pensar en terminar de hacer un buen papel en el torneo local y reforzarse con la mente puesta en la Copa Sudamericana 2009.

### The Strongest
Daniel Farías debuta como Director Técnico del Club The Strongest el 19 de agosto de 2017 con empate 1-1 ante Club Petrolero por la 5.ª Fecha del Torneo Clausura 2017 del Fútbol Boliviano y el 19 de diciembre de 2017 deja al club debido a que no pudo ganar el torneo de Clausura del Fútbol nacional.

## Clubes

### Como asistente técnico
| Club                          | País      | Año         | Asistente De   |
| ----------------------------- | --------- | ----------- | -------------- |
| Deportivo Anzoátegui S. C.    | Venezuela | 2007 - 2009 | Marcos Mathias |
| Club Cerro Porteño            | Paraguay  | 2016        | César Farías   |
| Club The Strongest            | Bolivia   | 2016        | César Farías   |
| Selección Boliviana de Fútbol | Bolivia   | 2018 - 2019 | César Farías   |

### Como entrenador
- Actualizado al 21 de julio de 2023.

| Años      | Clubes                          | PJ  | PG  | PE  | PP  |
| --------- | ------------------------------- | --- | --- | --- | --- |
| 2009-2012 | Deportivo Anzoátegui S. C.      | 161 | 73  | 43  | 45  |
| 2013-2015 | Deportivo Táchira F. C.         | 138 | 65  | 43  | 30  |
| 2017      | Zulia F. C.                     | 28  | 11  | 4   | 13  |
| 2017      | Club The Strongest              | 19  | 10  | 4   | 5   |
| 2018      | Selección de Bolivia (Interino) | 1   | 0   | 1   | 0   |
| 2018-2022 | Deportivo La Guaira F. C.       | 163 | 65  | 46  | 52  |
| 2023      | C. A. Boston River              | 12  | 3   | 4   | 5   |
| 2023      | C. D. Unión Comercio            | 6   | 0   | 1   | 5   |
| 2024      | Estudiantes FC                  |     |     |     |     |
| 2009-     | TOTAL                           | 522 | 227 | 145 | 150 |

## Palmarés como entrenador

### Torneos nacionales
| Título           | Club                 | País      | Año  |
| ---------------- | -------------------- | --------- | ---- |
| Copa Venezuela   | Deportivo Anzoátegui | Venezuela | 2012 |
| Torneo Apertura  | Deportivo Anzoátegui | Venezuela | 2012 |
| Torneo Clausura  | Deportivo Táchira    | Venezuela | 2015 |
| Primera División | Deportivo Táchira    | Venezuela | 2015 |
| Primera División | Deportivo La Guaira  | Venezuela | 2020 |